# (35814) 1999 JK48
1999 JK48 (asteroide 35814) é um asteroide da cintura principal. Possui uma excentricidade de 0.09839270 e uma inclinação de 3.95089º.
Este asteroide foi descoberto no dia 10 de maio de 1999 por LINEAR em Socorro.